# Mały bohater
Mały bohater (ros. Миколка-паровоз) – radziecki film z 1956 roku w reżyserii Lwa Gołuba na podstawie powieści Michasia Łyńkowa. Jest uważany za początek złotej ery białoruskiego kina dziecięcego.
Film opowiada o tytułowym Mikołce, synu maszynisty, który w czasie wojny domowej walczył przeciwko Białym i interwencjonistom. Po przejęciu stacji kolejowej przez Niemców wraz z ojcem ucieka do lasu, gdzie dołącza do partyzantów. Oddział partyzantów atakuje stację, by zapobiec wywiezieniu zarekwirowanej broni i mienia. Później zmuszony zostaje, by poprowadzić lokomotywę, zastępując rannego maszynistę.

## Obsada
Na podstawie:
- Władimir Guśkow
- Gieorgij Gumilewski(inne języki)
- Olesia Iwanowa(inne języki)
- Nikołaj Barmin(inne języki)
- Aleksandr Biełow
- Siergiej Troicki

## Plenery
Film był kręcony m.in. na stacji kolejowej Grodno, dzięki czemu został w nim utrwalony jej wygląd przed przebudową w 1986 roku.